# Adolf Gurlt

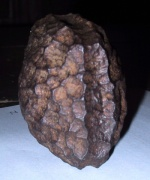
Wolfsegg-Eisen

Friedrich Adolf Gurlt (* 14. Juli 1829 in Berlin; † 1. August 1902 in Bonn) war ein deutscher Bergbauingenieur und Geologe.

## Leben
Nachdem Gurlt Ostern 1849 sein Abitur am Berliner Köllnischen Realgymnasium abgelegt hatte, studierte er an der Friedrich-Wilhelms-Universität zu Berlin und an der Königlich-Sächsischen Bergakademie zu Freiberg. Während seiner Ausbildung hielt er sich in Manchester auf, wo er ein Verfahren zur Entsilberung von Erzen zum Patent anmeldete und am 10. Oktober 1850 ein englisches Patent für „an improved method of extracting silver from argentiferous minerals“ erhielt.
Im Jahr 1855 wurde er in Berlin mit seiner Dissertation De ferri carburetis eorumque ad ferri crudi constitutionem relatione vom 10. Mai 1855 zum Dr. phil. promoviert.
Ab 1858 lebte Gurlt in Bonn und arbeitete als beratender Ingenieur in Großbritannien, Deutschland, Österreich, Norwegen, Spanien, Nordamerika und Mexiko.
Er redigierte von 1858 bis 1864 die Zeitung Der Berggeist. Zeitung für Berg-, Hüttenwesen und Industrie, die ab 1. Juli 1856 zunächst jeden Dienstag und später dann jeden Dienstag und Freitag in Köln erschien.
Im Jahr 1886 machte er in den Verhandlungen des naturhistorischen Vereines der preussischen Rheinlande, Westfalens und des Reg.-Bezirkes Osnabrück ein wie künstlich bearbeitet aussehendes Eisenstück aus Wolfsegg bekannt, das angeblich in mehrere Millionen Jahre alter Braunkohle gefunden wurde und das nach seiner Bestimmung, dass es sich dabei um einen Eisenmeteoriten handele, in der Folge als Vöcklabrucker Meteorit, Salzburger Eisenwürfel oder auch Wolfsegg-Eisen überregionale Bekanntheit erlangte. Das Exponat befindet sich heute im Heimathaus Vöcklabruck und wird nach mehreren durchgeführten Nachuntersuchungen von der Mehrheit der Autoren heute nicht als Meteorit oder vorzeitlich bearbeitetes Eisen, sondern als neuzeitliches Gusseisenstück betrachtet.
Gurlt war Mitglied des Naturhistorischen Vereins der preussischen Rheinlande und Westphalens.

## Schriften
- Bemerkungen über die neueren Fortschritte des Kupferhüttenprozesses in England. Engelhardt, Freiberg 1852 (Digitalisat)
- Übersicht der pyrogenneten künstlichen Mineralien namentlich der krystallisirten Hüttenerzeugnisse. Engelhardt, Freiberg 1857 (Digitalisat)
- mit N. von Egerstroem: Der Einfluss der Rotation auf die Abweichung der Geschosse von ihrer Flugbahn. Eisen, Köln 1857 (Digitalisat)
- Uebersicht ueber das Tertiär-Becken des Nieder-Rheines. Bonn 1872 (Digitalisat)
- Der Darlington-Gesteinsbohrer, eine neue Bohrmaschine zum Betriebe von Bergwerken, Tunneln und Steinbrüchen. Cohen, Bonn 1875 (Digitalisat)
- Die Bergbau- und Hüttenkunde, eine gedrängte Darstellung der geschichtlichen und kunstgemässen Entwicklung des Bergbaues und Hüttenwesens. Bädeker, Essen 1877 (Digitalisat)
- mit Moritz Ferdinand Gätzschmann: Sammlung bergmännischer Ausdrücke. 2. Auflage, Craz und Gerlach, Freiberg 1881 (Digitalisat)
- Ein merkwürdiger Eisenmeteorit, ein sogenannter Holosiderit, in tertiärer Braunkohle. In: Verhandlungen des naturhistorischen Vereines der preussischen Rheinlande, Westfalens und des Reg.-Bezirkes Osnabrück, 43, Bonn 1886, S. 188–189 (Digitalisat)